# 利夫島 (歐諾古爾群島)
62°21′10″S 59°40′58.5″W / 62.35278°S 59.682917°W
利夫島是南極洲的島嶼，屬於南設得蘭群島中歐諾古爾群島的一部分，處於羅伯特島西北面，長0.2公里、寬0.08公里，該島嶼以保加利亞的河流命名。

## 外部連結
- Bulgarian Antarctic Gazetteer.（页面存档备份，存于） Antarctic Place-names Commission. (details in Bulgarian, basic data（页面存档备份，存于） in English)